# マーク・ロウ
マーク・クリストファー・ロウ（Mark Christopher Lowe, 1983年6月7日 - ）は、アメリカ合衆国・テキサス州ヒューストン出身のプロ野球選手（投手）。右投左打。2019年現在は、独立リーグ・アトランティックリーグのシュガーランド・スキーターズに所属。

## 経歴

### プロ入りとマリナーズ時代
2004年のMLBドラフト5巡目（全体153位）でシアトル・マリナーズから指名され、プロ入り。
2006年7月7日のデトロイト・タイガース戦でメジャーデビューを果たし、メジャーデビューから172⁄3回を無失点に抑えるというチーム記録を作った。7月19日のニューヨーク・ヤンキース戦でメジャー初勝利を挙げた。8月に右肘の腱炎で故障者リストに入り、残りのシーズンは投げられなかった

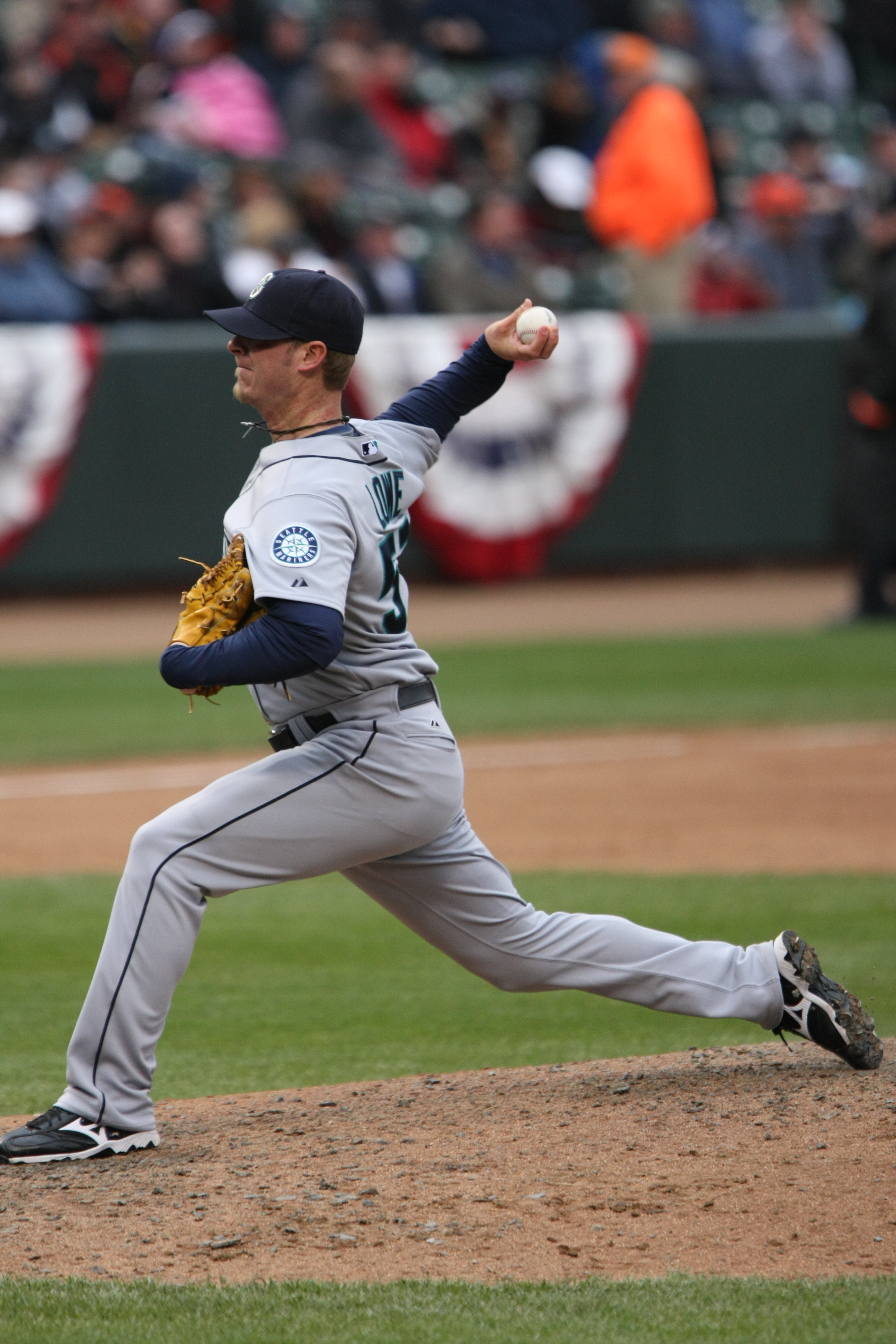
シアトル・マリナーズ時代
(2008年4月6日)

。関節鏡視下手術で患部を治療し、2007年のスプリングトレーニングで復帰した。
2008年は開幕から最初の13試合で12試合で無失点に抑えるなど、開幕から好調を維持した。特に5月31日から6月13日の間で161⁄3回を投げ、許した失点は1点のみで、その間の防御率は0.55を記録した。最終的に57試合に登板し、632⁄3回を投げ、55個の三振を奪った。これはマリナーズのリリーフ陣の中で2位（登板数）、3位（イニング数）、3位（奪三振数）となった。ホームで投げた試合では、防御率は3.03を記録し、これはアメリカンリーグのリリーフピッチャーで6番目に良い成績となった。
2009年は自己最多の75試合に登板し26ホールドを記録するなど、キャリアハイの成績を残した。
なお、2008年に糖尿病を発症。当初は2型糖尿病と診断されたが、2009年シーズン前に1型糖尿病に変更された。同じく糖尿病を抱えるブランドン・モローらと共に病気と闘いながら活躍している。

### レンジャーズ時代
2010年7月9日にジャスティン・スモーク、ブレイク・ベバン、ジョシュ・ルーキー、マット・ローソンとのトレードで、クリフ・リーと共にテキサス・レンジャーズへと移籍した。9月29日の古巣・マリナーズ戦で怪我からの復帰登板を果たした。
2011年は52試合に登板し、チームのワールドシリーズ進出に貢献した。ワールドシリーズでも登板するも、6戦目にデビッド・フリースにサヨナラ本塁打を打たれ、敗戦投手となってしまった。

### エンゼルス時代
2013年2月8日、ロサンゼルス・エンゼルス・オブ・アナハイムとマイナー契約を結んだ。メジャーでは11試合投げるもDFAとなった。

### ナショナルズ傘下時代
2013年6月11日にワシントン・ナショナルズとマイナー契約を結んだ。ナショナルズではメジャーに昇格することができなかった。

### インディアンス時代
2013年11月20日にタンパベイ・レイズとマイナー契約を結んだが、2014年3月26日に自由契約となった。
その後、4月3日にクリーブランド・インディアンスとマイナー契約を結んだ。開幕後は傘下のAAA級コロンバス・クリッパーズで16試合に登板。1勝1敗8セーブ・防御率3.86の成績で、5月22日にインディアンスとメジャー契約を結んだ。昇格後は4試合に登板したが、6月2日にAAA級コロンバスへ降格。6月16日に再昇格して3試合に登板したが、6月25日に再びAAA級コロンバスへ降格。7月8日にDFAとなり、12日に40人枠を外れる形でAAA級コロンバスへ配属された。その後はメジャーへ昇格することができず、シーズンを終えた。この年は7試合に登板し、0勝1敗・防御率3.86だった。オフの10月12日にFAとなった。

### マリナーズ復帰
2014年12月18日に古巣のマリナーズとマイナー契約を結んだ。
2015年5月4日にメジャー契約となり、25人枠入りする。マリナーズでは34試合にリリーフ登板し、防御率1.00・36.0イニングで47の三振を奪うなど、驚異的なピッチングを見せた。

### ブルージェイズ時代

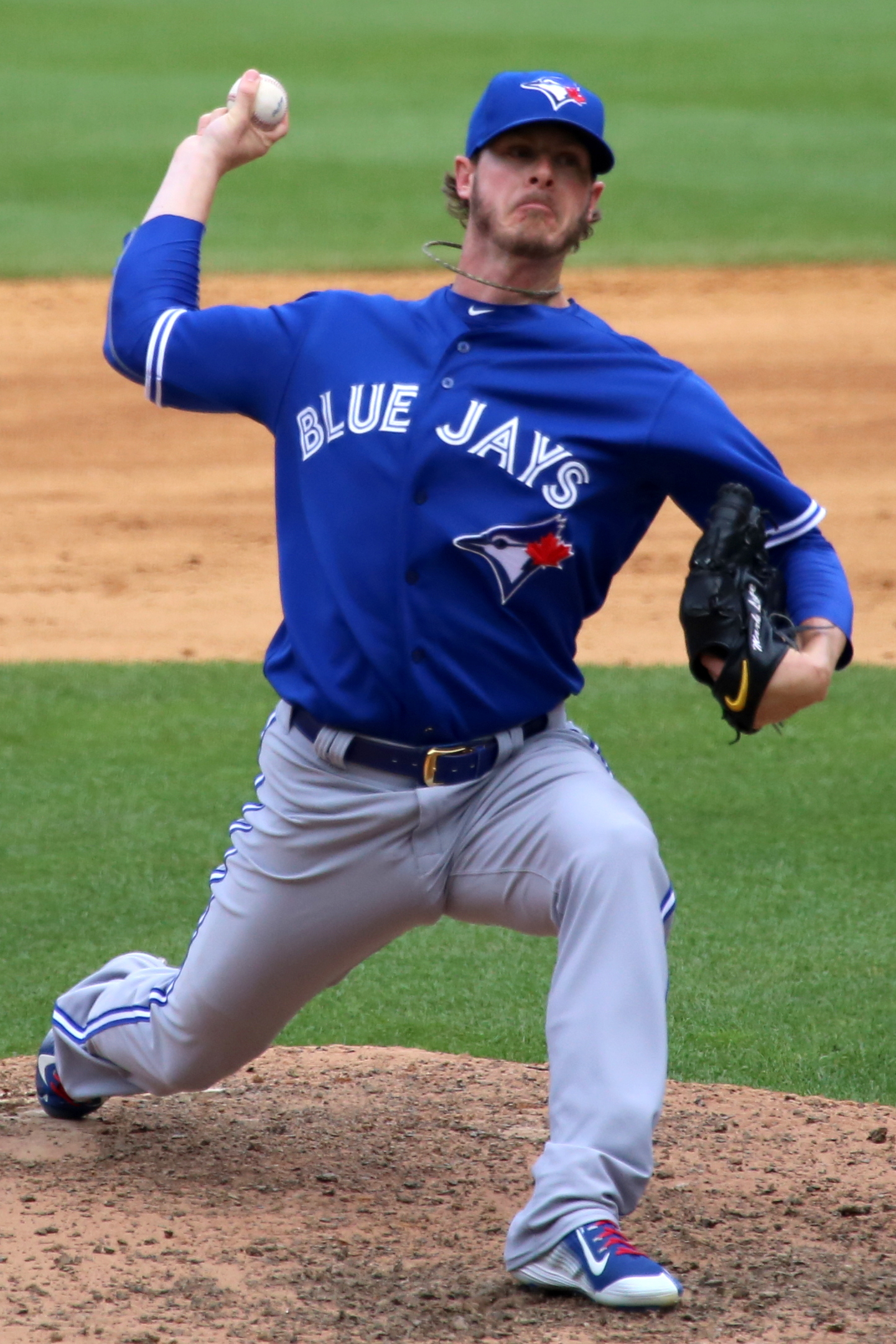
トロント・ブルージェイズ時代
(2015年8月8日)

2015年7月31日にロブ・ラスムッセン、ニック・ウェルズ、ジェイコブ・ブレンツとのトレードで、トロント・ブルージェイズへ移籍した。ブルージェイズ加入後は23試合に投げたが、防御率は1.00から3.79まで上昇し、奪三振率も低下するなど、移籍前のような圧巻の投球は見せられなかった。2球団通算の成績では、マリナーズ時代の好投が利いて防御率1.96・WHIP1.06・奪三振率10.0という好成績だった。同年11月2日にFAとなった。

### タイガース時代
2015年12月8日、タイガースと2年契約を結んだ。
2016年、タイガースではリリーフで54試合・49.1イニングに投げたが、57安打12本塁打を浴び、防御率7.11・1勝3敗と大炎上に終わった。
2017年3月26日に自由契約となった。

### タイガース退団後
2017年3月30日にマリナーズとマイナー契約を結んだと報道され4月1日に正式契約した。7月21日に金銭トレードで、ジーン・マチーと共にシカゴ・ホワイトソックスへ移籍した。傘下のAAA級シャーロット・ナイツでプレーしていたが、8月21日に自由契約となった。
2018年1月27日に、ロサンゼルス・ドジャースとマイナー契約を結び、同年のスプリングトレーニングに招待選手として参加したが、3月12日に自由契約となった。
2019年2月18日に独立リーグ・アトランティックリーグのシュガーランド・スキーターズと契約。

## 投球スタイル
最速101mphのフォーシームとスライダー、サークルチェンジを投げてきたが、2013年にツーシームを習得すると、サークルチェンジを止め、代わりにツーシームを使用するようになった。また、2014年からは、フォーシーム主体のピッチングではなく、スライダー主体のピッチングにスタイルチェンジしている。

## 詳細情報

### 年度別投手成績
| 年 度     | 球 団     | 登 板 | 先 発 | 完 投 | 完 封 | 無 四 球 | 勝 利 | 敗 戦 | セ 丨 ブ | ホ 丨 ル ド | 勝 率 | 打 者 | 投 球 回 | 被 安 打 | 被 本 塁 打 | 与 四 球 | 敬 遠 | 与 死 球 | 奪 三 振 | 暴 投 | ボ 丨 ク | 失 点 | 自 責 点 | 防 御 率 | W H I P |
| --------- | --------- | ----- | ----- | ----- | ----- | -------- | ----- | ----- | -------- | ----------- | ----- | ----- | -------- | -------- | ----------- | -------- | ----- | -------- | -------- | ----- | -------- | ----- | -------- | -------- | ------- |
| 2006      | SEA       | 15    | 0     | 0     | 0     | 0        | 1     | 0     | 0        | 6           | 1.000 | 75    | 18.2     | 12       | 1           | 9        | 1     | 2        | 20       | 1     | 0        | 4     | 4        | 1.93     | 1.13    |
| 2007      | SEA       | 4     | 0     | 0     | 0     | 0        | 0     | 0     | 0        | 2           | ----  | 13    | 2.2      | 2        | 2           | 1        | 0     | 0        | 2        | 0     | 0        | 2     | 2        | 6.75     | 1.88    |
| 2008      | SEA       | 57    | 0     | 0     | 0     | 0        | 1     | 5     | 1        | 2           | .167  | 303   | 63.2     | 78       | 6           | 34       | 0     | 4        | 55       | 2     | 0        | 44    | 38       | 5.37     | 1.76    |
| 2009      | SEA       | 75    | 0     | 0     | 0     | 0        | 2     | 7     | 3        | 26          | .222  | 339   | 80.0     | 71       | 7           | 29       | 1     | 0        | 69       | 4     | 0        | 39    | 29       | 3.26     | 1.25    |
| 2010      | SEA       | 11    | 0     | 0     | 0     | 0        | 1     | 3     | 0        | 4           | .250  | 45    | 10.1     | 11       | 1           | 5        | 1     | 0        | 7        | 1     | 0        | 5     | 4        | 3.48     | 1.55    |
| 2010      | TEX       | 3     | 0     | 0     | 0     | 0        | 0     | 0     | 0        | 0           | ----  | 16    | 3.0      | 7        | 1           | 1        | 0     | 0        | 5        | 0     | 0        | 4     | 4        | 12.00    | 2.67    |
| '10計     | TEX       | 14    | 0     | 0     | 0     | 0        | 1     | 3     | 0        | 4           | .250  | 61    | 13.1     | 18       | 2           | 6        | 1     | 0        | 12       | 1     | 0        | 9     | 8        | 5.40     | 1.80    |
| 2011      | TEX       | 52    | 0     | 0     | 0     | 0        | 2     | 3     | 1        | 11          | .400  | 196   | 45.0     | 46       | 6           | 19       | 4     | 0        | 42       | 3     | 0        | 26    | 19       | 3.80     | 1.44    |
| 2012      | TEX       | 36    | 0     | 0     | 0     | 0        | 0     | 2     | 0        | 1           | .000  | 162   | 39.1     | 35       | 5           | 13       | 0     | 0        | 28       | 4     | 2        | 26    | 19       | 3.43     | 1.22    |
| 2013      | LAA       | 11    | 0     | 0     | 0     | 0        | 1     | 0     | 0        | 1           | 1.000 | 56    | 11.2     | 11       | 1           | 11       | 1     | 0        | 7        | 2     | 0        | 12    | 12       | 9.26     | 1.89    |
| 2014      | CLE       | 7     | 0     | 0     | 0     | 0        | 0     | 1     | 0        | 0           | .000  | 39    | 7.0      | 10       | 2           | 6        | 4     | 0        | 6        | 1     | 0        | 7     | 3        | 3.86     | 2.29    |
| 2015      | SEA       | 34    | 0     | 0     | 0     | 0        | 0     | 1     | 0        | 12          | .000  | 144   | 36.0     | 31       | 1           | 11       | 1     | 1        | 47       | 2     | 0        | 6     | 4        | 1.00     | 1.17    |
| 2015      | TOR       | 23    | 0     | 0     | 0     | 0        | 1     | 2     | 1        | 5           | .333  | 71    | 19.0     | 15       | 3           | 1        | 0     | 0        | 14       | 0     | 0        | 9     | 8        | 3.79     | 0.84    |
| '15計     | TOR       | 57    | 0     | 0     | 0     | 0        | 1     | 3     | 1        | 17          | .250  | 215   | 55.0     | 46       | 4           | 12       | 1     | 1        | 61       | 2     | 0        | 15    | 12       | 1.96     | 1.06    |
| 2016      | DET       | 54    | 0     | 0     | 0     | 0        | 1     | 3     | 0        | 8           | .250  | 224   | 49.1     | 57       | 12          | 21       | 2     | 1        | 49       | 2     | 0        | 41    | 39       | 7.11     | 1.58    |
| MLB：11年 | MLB：11年 | 382   | 0     | 0     | 0     | 0        | 10    | 27    | 6        | 78          | .270  | 1683  | 385.2    | 386      | 47          | 163      | 15    | 8        | 352      | 22    | 2        | 214   | 181      | 4.22     | 1.42    |

- 2016年度シーズン終了時

### 背番号
- 57 （2006年 - 2010年途中、2011年 - 2012年、2015年）
- 49 （2010年途中 - 同年終了）
- 38 （2013年）
- 54 （2014年）
- 21 （2016年）